# Milan (Tennessee)
Milan – miasto w Stanach Zjednoczonych, w stanie Tennessee, w hrabstwie Gibson.